# Bieruń
Bieruń (niem. Berun) – miasto w południowej Polsce, na Górnym Śląsku, położone w województwie śląskim, siedziba władz powiatu bieruńsko-lędzińskiego.
Według danych Głównego Urzędu Statystycznego z 31 maja 2023 miasto miało 18 966 mieszkańców.

## Położenie

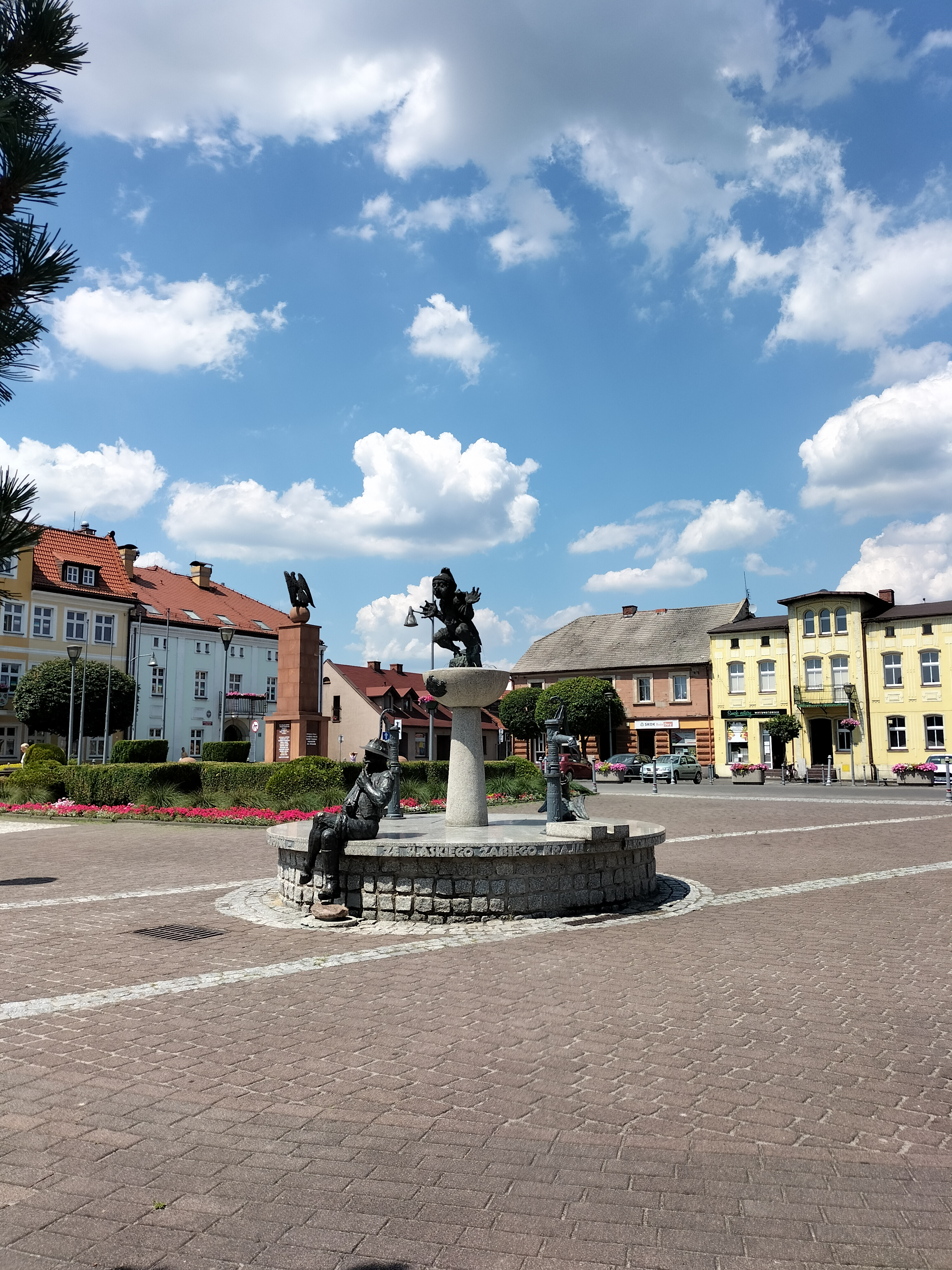
Fontanna z rzeźbami „utopców” na Rynku

Bieruń leży w południowej części Polski, przy granicy województwa śląskiego i małopolskiego, którą wyznacza Wisła. Centrum miasta wyznaczają współrzędne geograficzne: 50º 05' szerokości geograficznej północnej i 19º 05' długości geograficznej wschodniej.
Miasto oddalone jest w linii prostej: 20 km od śródmieścia Katowic, 6 km od centrum Tychów, 10 km od centrum Oświęcimia, 61 km od centrum Krakowa i 273 km od centrum Warszawy. Bieruń graniczy od północy z Lędzinami, Chełmem Śląskim i Kopciowicami, od wschodu z
Babicami i Gorzowem, od południa ze Świerczyńcem, Bojszowami i Jedliną, natomiast od zachodu z Tychami.
Teren miasta położony jest na pograniczu Pagórów Jaworznickich, Doliny Górnej Wisły i Równiny Pszczyńskiej. Historycznie Bieruń leży na Górnym Śląsku.
Według danych z 1 stycznia 2013 powierzchnia miasta wynosiła 40,5 km², czyli 25,6% powierzchni powiatu, co stawia to miasto na 106. pozycji w Polsce pod względem powierzchni.

## Części miasta
Bieruń składa się z następujących części:
- Bieruń Nowy
- Bieruń Stary
- Bijasowice
- Czarnuchowice
- Jajosty
- Kopań
- Porąbek
- Ściernie
- Zabrzeg

Państwowy rejestr nazw geograficznych oprócz powyższych, wymienia także Baraniec, Lignozę, Łysinę, Noras i Wittę.

## Demografia
| struktura ludności dane z 31 grudnia 2015 |        |        |         |         |           |           |
| Opis                                      | Ogółem | Ogółem | Kobiety | Kobiety | Mężczyźni | Mężczyźni |
| jednostka                                 | osób   | %      | osób    | %       | osób      | %         |
| populacja                                 | 19597  | 100    | 9894    | 50,5    | 9703      | 49,5      |
| gęstość zaludnienia                       | 484    | 484    | 244     | 244     | 240       | 240       |

| wykształcenie dane z Narodowego Spisu Powszechnego 2002 |      |            |          |         |        |
|                                                         | brak | podstawowe | zawodowe | średnie | wyższe |
| osób                                                    | 305  | 4409       | 5551     | 4719    | 978    |
| kobiet                                                  | 173  | 2612       | 2201     | 2543    | 525    |
| mężczyzn                                                | 132  | 1797       | 3350     | 2176    | 453    |

Bieruń liczy około 19 tys. mieszkańców i plasuje się na 225. miejscu wśród miast Polski oraz na 38. miejscu pod tym względem wśród miast województwa śląskiego.
Wykres liczby ludności miasta Bieruń na przestrzeni lat:
|  |

Według danych z 2015 w Bieruniu na 100 mężczyzn przypadały 102 kobiety.
Struktura płci i wieku mieszkańców Bierunia według danych z 31 grudnia 2015:
|  |

## Historia

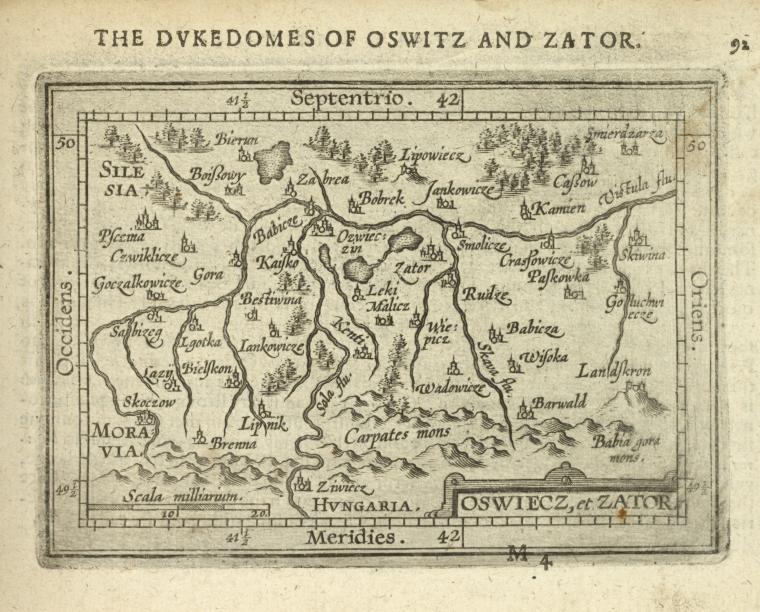
Bieruń na mapie Księstwa Oświęcimskiego i Zatorskiego – mapa Abrahama Orteliusa z 1603

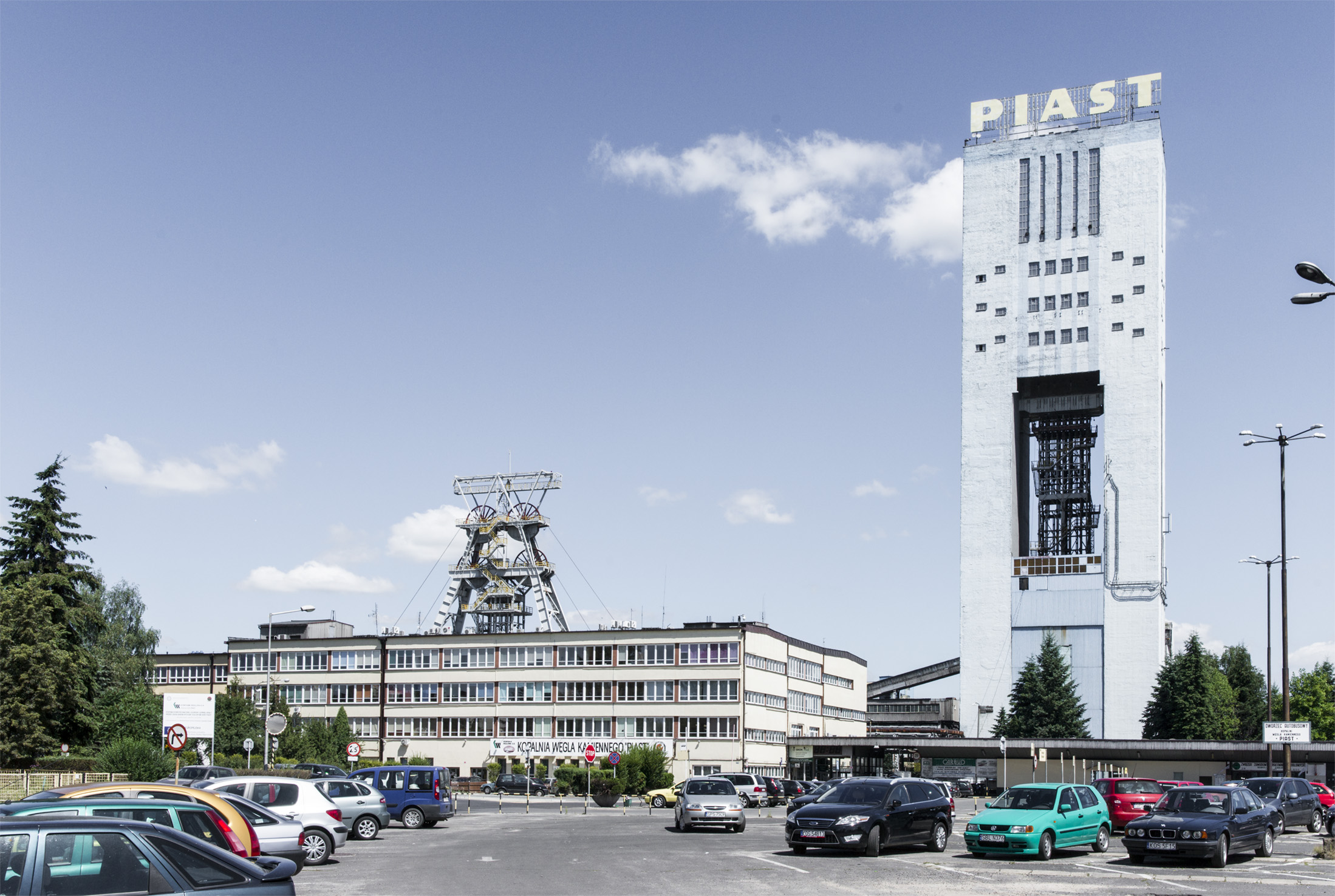
KWK Piast-Ziemowit – ruch Piast

Obok Bierunia znajdowała się antyczna osada Leucaristus. Została ona odwzorowana na antycznej mapie Klaudiusza Ptolemeusza z lat 142–147 naszej ery. O tym, że miejscowość ta znajdowała się w sąsiedztwie Bierunia, informuje skorowidz nazw historycznych ORBIS LATINUS i wynika to z położenia wśród innych zidentyfikowanych miejscowości Śląska.
W X–XI wieku istniał tu otoczony palisadą i niewątpliwie posiadający wieżę obserwacyjną gródek obronny mający za zadanie chronić kupców przeprawiających się przez rzekę. Pozostałość – bieruński kopiec na szczycie którego stoi obecnie kapliczka św. Jana Nepomucena, z XIX wieku. W średniowieczu na pobliskiej Orlej Górce prawdopodobnie oddawano też hołd starosłowiańskiemu bogu Perunowi.
Bieruń otrzymał prawa miejskie w 1387 od księcia opawsko-raciborskiego Jana II Żelaznego. Akt ten polegał na nadaniu praw wójtowskich Kusowiczowi za jego długoletnią wierną służbę. O istnieniu na obszarze miasta osadnictwa świadczą wzmianki zamieszczone w dokumentach, na przykład o Ścierniach z 1272, Bijasowicach z 1360, Bieruniu z 1376. Do 1551 własność Piastów górnośląskich, od 1327 pod zwierzchnictwem Czech jako lenno. Od 1743 w państwie pruskim i utrata praw miejskich. Od 1865 ponownie miasto i zmiana nazwy na Bieruń Stary (Alt Berun). Od 1922 ponownie w granicach Polski. W czasie II wojny światowej wcielony do Niemiec. W latach 1945–1954 istniała wiejska gmina Bieruń Nowy. W latach 1973–1975 miasto było siedzibą gminy wiejskiej Bieruń Stary. W latach 1973–1991 dzielnica Tychów. Od 1991 ponownie samodzielne miasto (powtórnie pod nazwą Bieruń).
Od odzyskania samodzielności przez Bieruń datuje się konflikt między tym miastem a sąsiednimi Tychami o tereny fabryczne Fiat Auto Poland (b. FSM) oraz osiedle zbudowane przy tej fabryce. Obecnie osiedle leży już w granicach administracyjnych Bierunia, natomiast sama fabryka pozostaje w Tychach. Historycznie sporny teren należał do Bierunia, jednakże pozostawienie go w granicach Tychów było warunkiem zgody tego miasta na odłączenie Bierunia. Spór odżył w 2010, bieruńscy samorządowcy domagali się od Tychów zwrotu 123 ha terenów fabrycznych, na których działa kilka spółek-córek firmy Fiat Auto Poland. Tychy zaproponowały korektę granicy o 123 ha na korzyść Bierunia, lecz w innym miejscu, na obszarze niezabudowanym. Roszczenia Bierunia negatywnie zaopiniował wojewoda śląski.
W 1993 po raz pierwszy odbył się w Bieruniu I Festiwal Filmów Nieprofesjonalnych im. Leona Wojtali. Został on zorganizowany przy pomocy KWK Piast. W 2005 odbyła się siódma edycja tego festiwalu, gdzie zanotowano rekordową ilość uczestników z całej Polski.
Miasto nawiedziły powodzie w 1997 i 2010.
Staraniem władz lokalnych, w tym z dużym zaangażowaniem finansowym, w dniu 1 października 2006 oddano do użytku nowo wybudowany budynek i uruchomiono nową jednostkę organizacyjną – Komendę Powiatową Policji o składzie osobowym 109 policjantów.

### Nazwa
Nazwa miejscowości wywodzi się od polskich zwrotów „brać, pobierać” i wiąże się z poborami podatkowymi. Niemiecki nauczyciel Heinrich Adamy w swoim dziele o nazwach miejscowych na Śląsku wydanym w 1888 we Wrocławiu jako najstarszą nazwę wymienia Biernia podając jej znaczenie „Steuerort (Abgaben)”, czyli w języku polskim „Wieś podatków (pobór opłat, podatków)”. Nazwa została później fonetycznie zgermanizowana na Berun w wyniku czego utraciła ona swoje pierwotne znaczenie.
Od chwili zaistnienia, aż do obecnych czasów, czyli do odzyskania samodzielności prawnej w 1991, używano jednej nazwy w wymowie Bieruń. W zależności od reguł pisowni używano nazw Bieron, Bierun. W źródłach historycznych nazwa osady „de Beruna” użyta została dopiero w 1376. Górny Śląsk znajdował się wówczas pod panowaniem czeskich Przemyślidów. Pisano też o nazwie Boruń. Nazwę miejscowości w zlatynizowanej staropolskiej formie Byerun wymienia w latach 1470–1480 Jan Długosz w księdze Liber beneficiorum dioecesis Cracoviensis.
Na mapie Abrahama Orteliusa z 1603 miejscowość widnieje pod nazwą Bierun. W statystycznym opisie Prus z 1837 występuje jedynie nazwa Berun. Polską nazwę Bieruń w książce „Krótki rys jeografii Szląska dla nauki początkowej” wydanej w Głogówku w 1847 wymienił górnośląski pisarz, Józef Lompa. Słownik geograficzny Królestwa Polskiego wydany pod koniec XIX wieku podaje dwie polskie nazwy miejscowości – Beruń i Bieruń oraz niemiecką Berun.

## Zabytki

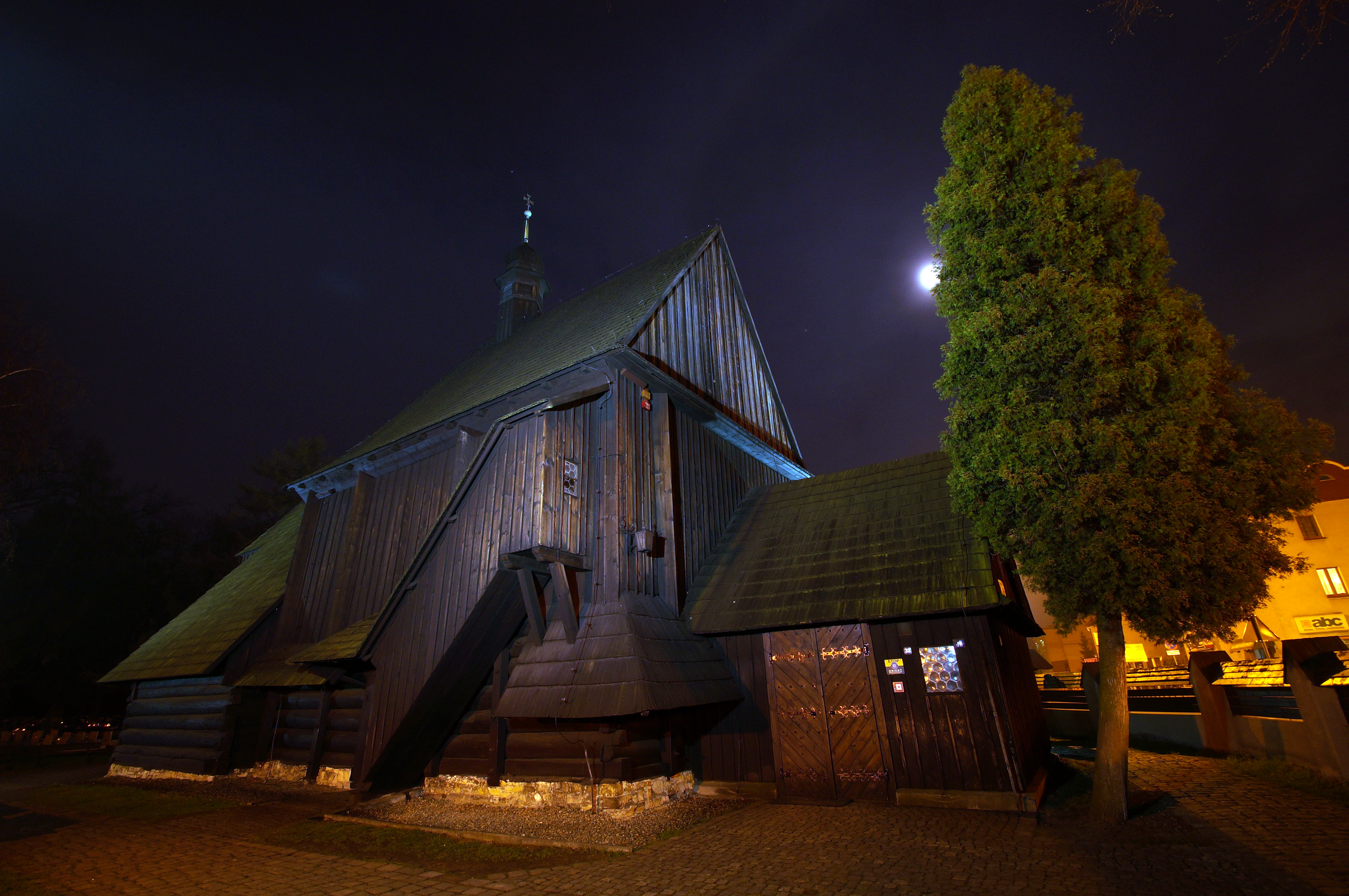
Sanktuarium św. Walentego nocą

W mieście znajdują się następujące obiekty wpisane do rejestru zabytków:
- sanktuarium św. Walentego z XVII wieku (nr rej.: A/423/14 z 28.05.1966[15])
- kościół św. Bartłomieja Apostoła z lat 1770–1776 (nr rej.: 675/66 z 28.05.1966[15])
- kościół Najświętszego Serca Pana Jezusa z 1909 (nr rej.: A/402/13 z 26.02.2013[15])
- miasto w ramach historycznego założenia (nr rej.: 390/53 z 14.03.1953, 731/66 z 15.06.1966 oraz A/801/2021 z 21.04.2021[16][15])
- cmentarz żydowski (nr rej.: A/840/2021 z 24.06.2021[17])
- kaplica pw. Świętej Trójcy w rejonie skrzyżowania ulic Warszawskiej i Niedługiej (nr rej. A/1163/23 z 5 kwietnia 2023[18])

W Bieruniu znajdują się też inne obiekty – które, mimo że nie widnieją w rejestrze zabytków – pełnią funkcję historyczną. Są to:
- kopiec z 1295
- grobla z lat 1530–1540

## Kultura
Instytucjami kultury w mieście są:
- Bieruński Ośrodek Kultury[19]
  - Miejska Biblioteka Publiczna nr 1
  - Miejska Biblioteka Publiczna nr 2
- Muzeum Miejskie (w organizacji)[20]

## Edukacja
W mieście funkcjonują trzy publiczne przedszkola, dwie szkoły podstawowe, liceum ogólnokształcące oraz Powiatowy Zespół Szkół (w skład którego wchodzą: branżowa szkoła I stopnia i technikum).

## Wspólnoty wyznaniowe
Na terenie Bierunia funkcjonują trzy parafie rzymskokatolickie należące do dekanatu Bieruń (parafia św. Bartłomieja Apostoła, parafia św. Barbary i parafia Najświętszego Serca Pana Jezusa).

## Gospodarka

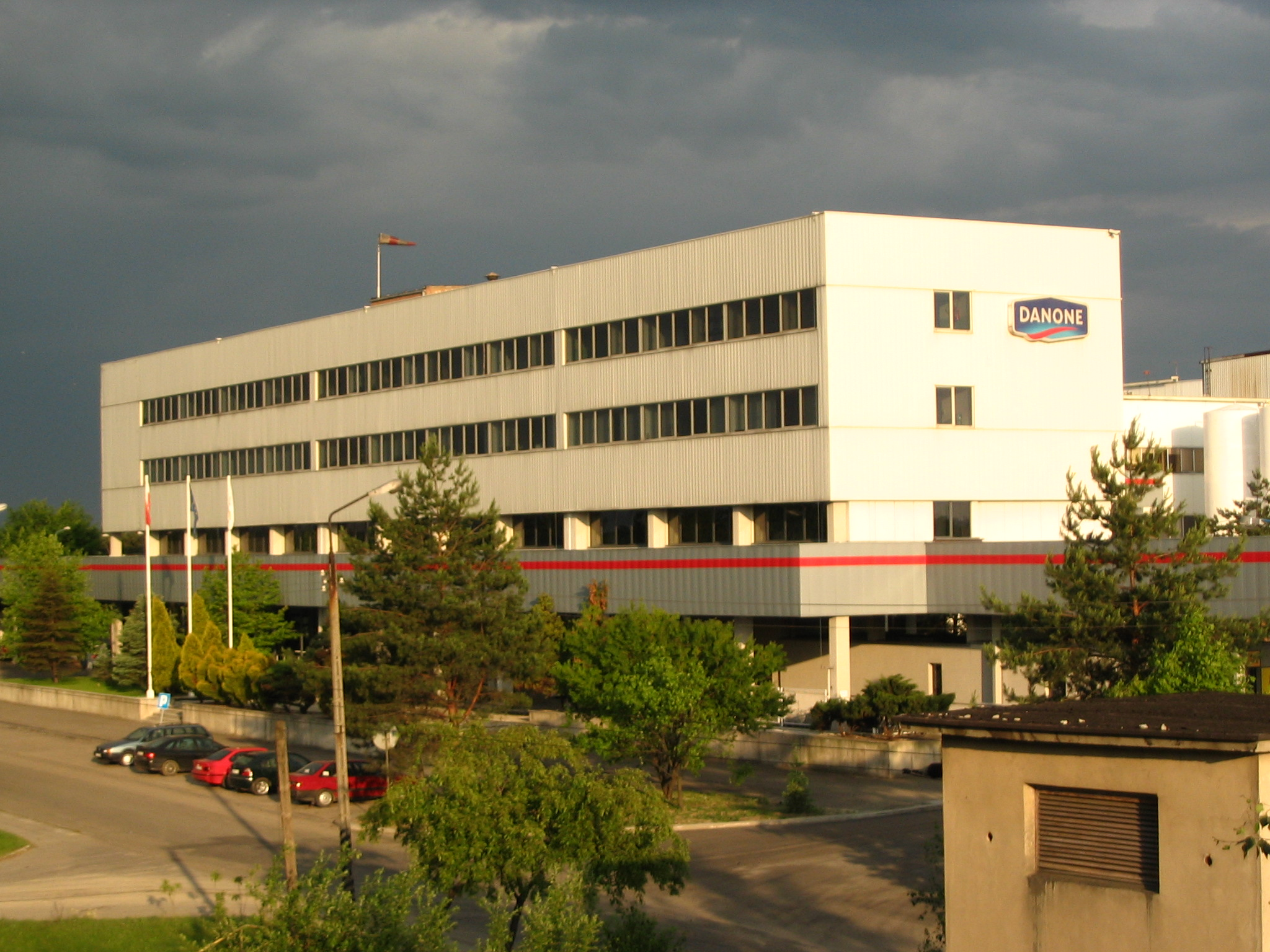
Zakłady mleczarskie Danone

### Bezrobocie
W 2015 stopa bezrobocia zarejestrowanych w liczbie ludności w wieku produkcyjnym w mieście wynosiła 2,1%.

### Przemysł
Na terenie miasta znajduje się kilka dużych zakładów pracy, m.in. KWK Piast-Ziemowit (ruch Piast), zakłady tworzyw sztucznych i materiałów wybuchowych Nitroerg S.A., Johnson Controls, zakłady mleczarskie: Danone i Okręgowa Spółdzielnia Mleczarska w Bieruniu. Na terenie Bierunia występują bogate złoża kruszyw: żwiru i piasku. Złoża te ze względu na ochronę środowiska nie są eksploatowane.

### Rolnictwo
Na terenie Bierunia działa 200 gospodarstw rolnych, które zajmują się głównie hodowlą trzody chlewnej, produkcją mleka oraz uprawą roślin (zboża, kukurydza, rzepak).

## Transport
Przez miasto przebiega droga krajowa nr 44 i linia kolejowa Mysłowice – Tychy oraz linia kolejowa Katowice – Oświęcim. W ramach rozważanej budowy Kanału Śląskiego w Bieruniu miałby zostać zlokalizowany port żeglugi śródlądowej.
W mieście kursuje 15 linii autobusowych:
- M22 (Międzyrzecze Gospoda – Katowice Sądowa)
- M108 (Tychy Lodowisko – Imielin Wiadukt)[29]
- L (Tychy Wartogłowiec Kościół – Tychy Barwna Cmentarz)[30]
- 31 (Tychy Dworzec PKP – Bieruń Plac Autobusowy)[31]
- 56 (Wola Skrzyżowanie – Bieruń Plac Nobla)[32]
- 65 (Tychy Barwna Cmentarz – Tychy Rynek)[33]
- 95 (Bieruń KWK Piast – Lędziny Goławiec Szkoła)[34]
- 181 (Pszczyna Centrum Przesiadkowe – Bieruń Plac Nobla)[35]
- 262 (Lędziny Rachowy Osiedle – Tychy Dworzec PKP)[36]
- 274 (Tychy Szpital Wojewódzki – Bieruń KWK Piast)[37]
- 536 (Mysłowice Centrum Handlowe – Tychy Dworzec PKP)[38]
- 627 (Międzyrzecze Gospoda – Tychy Jana Pawła II)[39]
- 686 (Oświęcim Dąbrowskiego Miasto – Tychy Jana Pawła II)[40]
- 931 (Katowice Zawodzie Centrum Przesiadkowe – Bieruń Potok Stawowy)[41]
- 995 (Mysłowice Towarowa – Lędziny Kopalnia Ziemowit)[42]

## Polityka

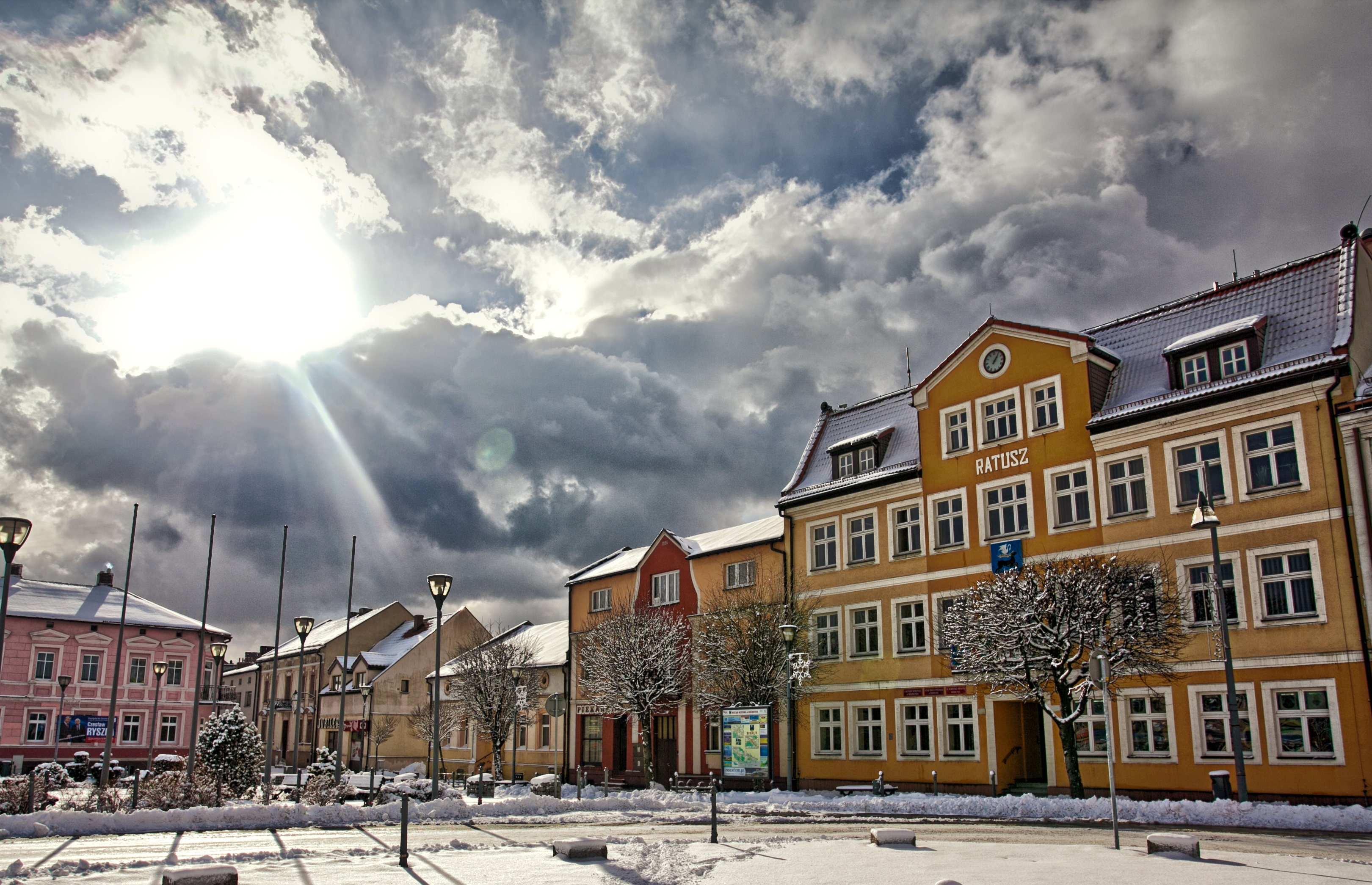
Ratusz w Bieruniu

### Burmistrz
Obecnym burmistrzem Bierunia jest Sebastian Macioł, który otrzymał 52,34% głosów w I turze wyborów samorządowych w 2024.

### Rada Miasta
| Ugrupowanie                                            | Kadencja 2002–2006 | Kadencja 2006–2010 | Kadencja 2010–2014 | Kadencja 2014–2018 |
| ------------------------------------------------------ | ------------------ | ------------------ | ------------------ | ------------------ |
| Sojusz Lewicy Demokratycznej                           | 1 (SLD–UP)         | –                  | –                  | –                  |
| Stowarzyszenie Mieszkańców Bierunia                    | 4                  | 2                  | –                  | –                  |
| Stowarzyszenie Gospodarczo-Ekologicznego „Nasz Region” | 2                  | –                  | –                  | –                  |
| Stowarzyszenie Miłośników 600-letniego Bierunia        | 10                 | 5                  | –                  | –                  |
| Stowarzyszenie „Samorządowa Wspólnota Obywatelska”     | 1                  | –                  | –                  | –                  |
| Prawo i Sprawiedliwość                                 | –                  | 1                  | –                  | –                  |
| Stowarzyszenie Miłośników Bierunia Starego             | –                  | 1                  | –                  | –                  |
| Stowarzyszenie Miłośników Ziemi Bieruńskiej „Porąbek”  | 3                  | 6                  | 4                  | 3                  |
| Stowarzyszenie Miłośników Bierunia                     | –                  | –                  | 2                  | –                  |
| Razem dla Bierunia                                     | –                  | –                  | 6                  | 1                  |
| Wspólnota Bierunia                                     | –                  | –                  | 3                  | –                  |
| KWW Krystiana Grzesicy                                 | –                  | –                  | –                  | 5                  |
| KWW Bernarda Pustelnika                                | –                  | –                  | –                  | 6                  |

### Miasta partnerskie
Lista miast partnerskich Bierunia:
- Moravský Beroun
- Gundelfingen
- Ostróg
- Meung-sur-Loire

## Prasa lokalna
W Bieruniu wydawana jest gazeta lokalna Rodnia.

## Sport
W Bieruniu działają trzy kluby sportowe: założony w 1925 KS Unia Bieruń Stary (poza sekcją piłkarską posiada sekcje: badmintonową i szachową), Piast Bieruń Nowy oraz Uczniowski Klub Sportowy Maraton-Korzeniowski.pl”, który rozpoczął swoją działalność 19 listopada 1999 i jest klubem jednosekcyjnym o profilu lekkoatletycznym, ukierunkowanym na przygotowanie młodzieży do startów w chodzie sportowym.

## Turystyka

### Szlaki turystyczne
Szlaki piesze
- Szlak Południowy: Bieruń – Tychy – Kobiór – Studzienice – Pszczyna – Wisła Mała – Strumień[52]
- Szlak im. ks. Jana Kudery: Mysłowice – Imielin – Chełm Śląski – Lędziny – Bieruń[53]

Szlaki rowerowe
- Trasa czerwona nr 151: Lędziny – Bieruń – Bojszowy – Jedlina[54]
- Trasa niebieska nr 152: Bieruń – Chełm Mały – Imielin – Mysłowice[55]

### Baza noclegowa
W Bieruniu znajduje się jeden hotel (2015).

## Honorowi obywatele i zasłużeni dla miasta
Miasto Bieruń posiada ośmioro honorowych obywateli:
- Jan Brenkus – działacz społeczny i samorządowy
- Bruno Zimmermann – uczestniczył w nawiązaniu wzajemnych stosunków partnerstwa między Bieruniem a Gundelfingen
- Alojzy Palowski – burmistrz Bierunia I i II kadencji (1991–1998)
- ks. kard. Stanisław Nagy – kardynał diakon
- Werner Rynski – profesor prawa socjalnego
- Wojciech Czech – architekt i działacz regionalny, wojewoda katowicki w latach 1990–1994
- Reinhard Bentler – doktor prawa
- Ewa Stachura-Pordzik – działacz gospodarczy

Miasto nadaje tytuł „Zasłużony dla miasta”, którym zostali uhonorowani:
- Krzysztof Ficek
- Henryk Skupień
- Stowarzyszenie Mieszkańców Bierunia
- Zespół Folklorystyczny „Bierunianki”
- Ludwik Jagoda
- Maria Surma-Mazurkiewicz
- Norbert Jaromin
- Stowarzyszenie „Radość życia”
- Ludwik Wioska
- Anna Berger
- OSP Czarnuchowice
- Okręgowa Spółdzielnia Mleczarska Bieruń
- Stowarzyszenie „Porąbek”
- Roman Nyga
- Franciszek Kocurek
- KS Unia Bieruń Stary
- KWK Piast
- Zakład tworzyw sztucznych „ERG”
- OSP Bieruń Stary
- OSP Bieruń Nowy
- Eugeniusz Jaromin
- Jan Czempas
- Gerard Miś
- Józef Berger
- Polski związek emerytów, rencistów i inwalidów o/Bieruń
- Stowarzyszenie Miłośników 600-letniego Bierunia
- Norbert Gonszcz
- Jan Wieczorek
- Karol Wierzgoń
- Konrad Bajura
- Franciszek Zawisz